# Давыдов, Герман Денисович
Герман Денисович Давыдов (родился 10 марта 1994 в Казани) — российский регбист, защитник (трехчетвертной (центр) или крайний трехчетвертной (вингер)) команды «Стрела» и сборной России. Заслуженный мастер спорта России.

## Биография

### Клубная карьера

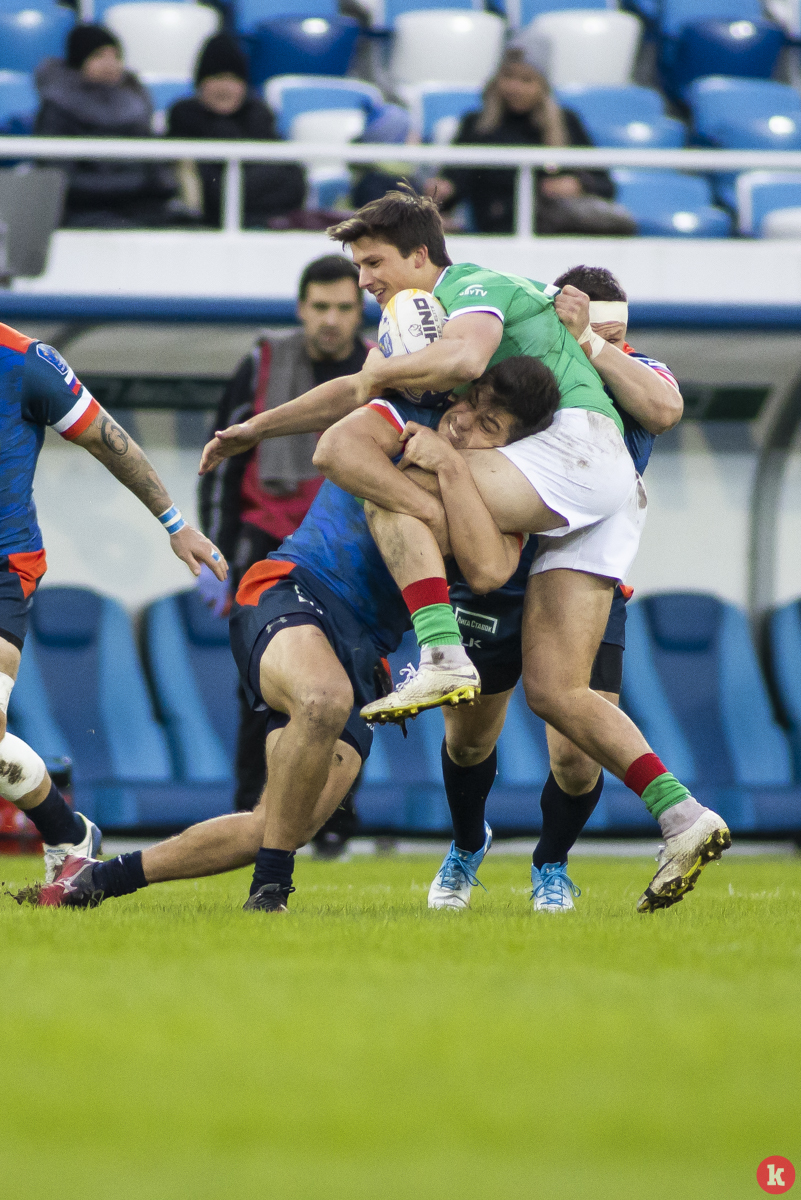
Давыдов выполняет захват против Португалии в феврале 2020

С юношеских лет проявил свой талант и начал привлекаться к участию в сборной по регби-7.Поступил в училище олимпийского резерва № 1, откуда перебрался в стан подмосковной «ВВА-Подмосковье». В составе «военлётов» многократный бронзовый призёр чемпионата по регби, двукратный чемпион России по регби-7. В 2018 году был признан игроком года в регби-7 по версии Федерации регби России.

### Карьера в сборной
В сборную по регби-7 начал привлекаться, ещё будучи школьником. В дальнейшем стал стабильным игроком сборной по регби-7, в составе которой стал победителем Универсиады-2013, а также Чемпион Европы 2016, 2017 года и обладатель бронзы 2018 года. Герман стал капитаном семерочной сборной в 2016 году. На этапе в Сиднее он стал «самым полезным игроком» турнира. Участник Кубка Мира по регби-7 в 2018 году, который проходил в США.
В сборной по регби-15 впервые вышел в 2014 году против второй сборной Ирландии «Эмёрджинг Айрленд» (англ. Emerging Ireland) в рамках Кубка наций World Rugby, игра проходила в Бухаресте. В 2016 и 2017 годах выиграл турнир Кубок наций в Гонконге. Попал в окончательную заявку на Кубок Мира 2019, где сыграл во всех четырёх матчах.